# Odostomia tenuisculpta
Odostomia tenuisculpta är en snäckart som beskrevs av Carpenter 1864. Odostomia tenuisculpta ingår i släktet Odostomia och familjen Pyramidellidae. Inga underarter finns listade i Catalogue of Life.